# Strontiumcarbonaat
Strontiumcarbonaat is het strontiumzout van koolzuur, met als brutoformule SrCO3. De stof komt voor als wit tot grijs poeder dat onoplosbaar is in water. Het komt in de natuur voor als het mineraal strontianiet.

## Synthese
Strontiumcarbonaat kan bereid worden uit de reactie van strontiumsulfaat en natriumcarbonaat:
{\displaystyle \mathrm {SrSO_{4}+Na_{2}CO_{3}\rightarrow SrCO_{3}+Na_{2}SO_{4}} }

## Eigenschappen en reacties
Strontiumcarbonaat is een zeer fijn poeder dat vergelijkbare eigenschappen als calciumcarbonaat bezit. Het lost niet op in zuiver water, maar wel in koolzuurhoudend water. Hierbij wordt het goed oplosbare strontiumwaterstofcarbonaat gevormd:
{\displaystyle \mathrm {SrCO_{3}+H_{2}O+CO_{2}\rightarrow Sr(HCO_{3})_{2}} }
Aangezien het een carbonaat is, is de verbinding een zwakke base. Bijgevolg reageert het hevig met (sterke) zuren, waaronder salpeterzuur. Daarbij wordt strontiumnitraat gevormd:
{\displaystyle \mathrm {SrCO_{3}+2\ HNO_{3}\rightarrow \ Sr(NO_{3})_{2}+\ H_{2}O+\ CO_{2}} }
Met zoutzuur wordt strontiumchloride gevormd:
{\displaystyle \mathrm {SrCO_{3}+2HCl\rightarrow SrCl_{2}+\ H_{2}O+\ CO_{2}} }
Bij deze reacties komt telkens koolstofdioxide vrij als gas. Vandaar de oplossing in een proefbuis schuimt.
Boven 1268°C en atmosferische druk ontleedt het in koolstofdioxide en strontiumoxide:
{\displaystyle \mathrm {SrCO_{3}\ \rightarrow SrO+CO_{2}\uparrow } }
Bij verhoging van de druk tot ongeveer 70 bar en verhitting tot 1497°C zal het smelten.

## Toepassingen
Strontiumcarbonaat wordt gebruikt als uitgangsstof voor de bereiding van de meeste andere strontiumverbindingen. Verder werd het in kleurentelevisies aangewend voor de absorptie van röntgenstraling en de pyrotechniek om een dieprode kleur aan vuurwerk te verlenen. Zink dat bij industriële elektrolyses gebruikt wordt, wordt gereinigd met strontiumcarbonaat.
Vroeger werd strontiumcarbonaat ook ingezet in de behandeling van schizofrenie.